# Ciutat d'Udong
Udong, o el complex arqueològic d'Udong —també anomenat Mont Tron Reial—, fou el lloc on s'establí la capital del Regne de Cambodja (1618 - 1866) abans que aquest títol passara a l'actual Phnom Penh el 1866 per pressió de l'estat francés. Coneguda en l'actualitat a més com la ciutat dels reis, el darrer monarca que hi residí fou el rei Norodom, que l'abandonà amb la seua cort per establir-se a l'actual capital. Si bé la ciutat perdé el rang de capital, ha continuat com a punt estratègic, de respecte per part del poble i objecte d'estudi per part de l'arqueologia i la història. Durant la guerra sofrí repetits bombardeigs per part de les forces militars nord-americanes i fou destruïda i la seua població dispersada per Ta moko i els khmers vermells en la seua avançada cap a la presa de Phnom Penh que es faria efectiva el 17 d'abril de 1970. El nom Udong (ឧដុង្គ) prové del sànscrit उत्तुङ्ग, i significa 'elevat' o 'superior', en referència als reis.

## Ubicació

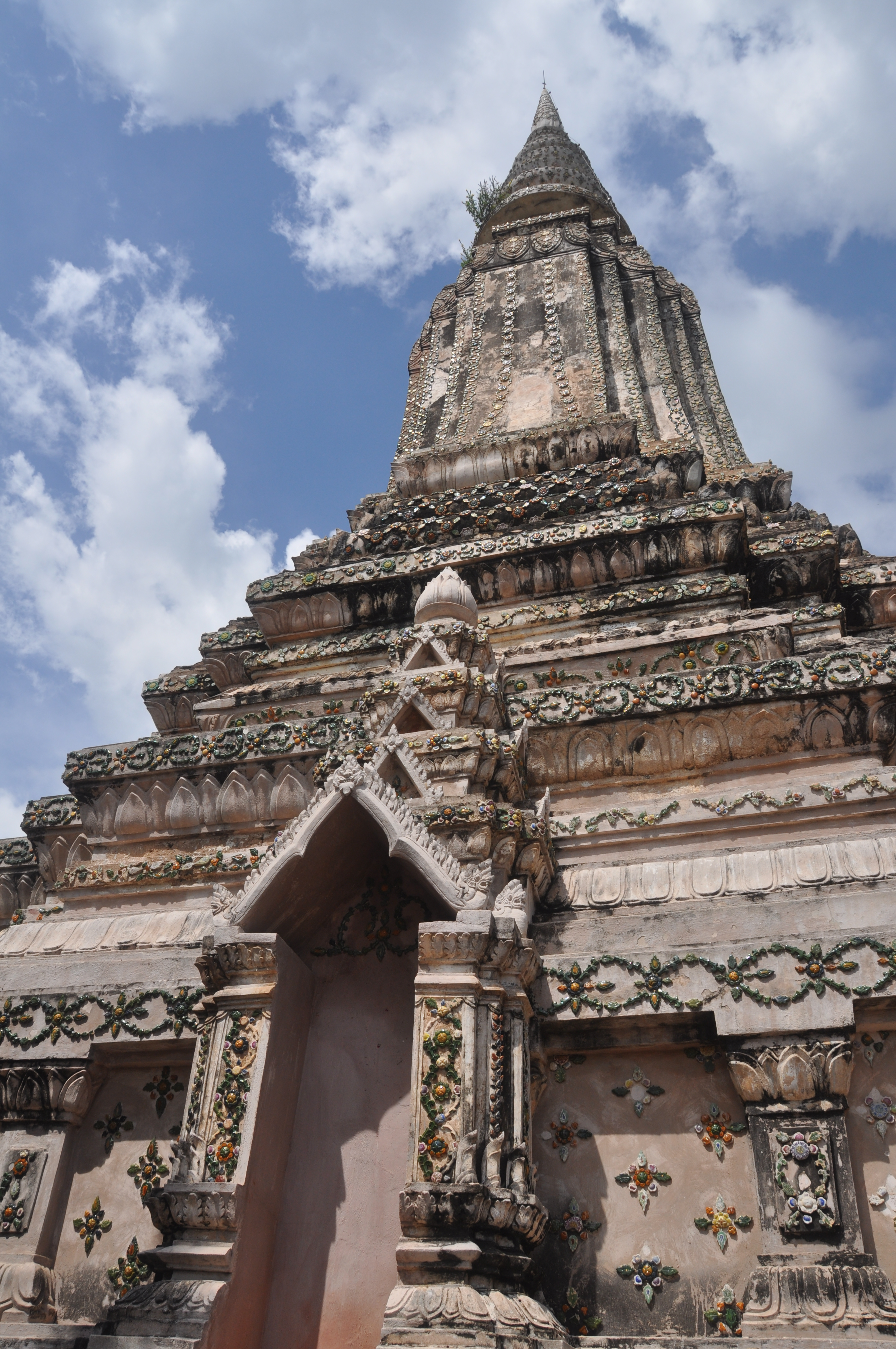
Stupa del rei Ang Duong

El centre arqueològic d'Udong és a la capital provincial de Kompung Chinang, a 40 km al nord de Phnom Penh per la carretera 5, a la plana cambodjana central del Mekong. Alguns turons conformen el panorama, entre les quals es troba Phnom Udong, un lloc d'interés.

## Phnom Udong
Phnom Udong ('Muntanya Udong') és un conjunt de stupes i santuaris que s'aglomeren en un pujol i que són en l'actualitat un centre de pelegrinatge, visitants i estudiosos. Hi ha les restes d'alguns reis postangkorians. El principal ascens són 509 esglaons que condueixen a un edifici d'estil budista i que és en realitat una construcció contemporània dedicada a Buda. El lloc és un mirador natural a la plana de la província de Kompung Chinang. Un camí ben marcat permet visitar les següents stupes (chedi o chedei tradueix 'ossera' o 'lloc per deixar les cendres dels difunts'), entre les quals hi ha:
- Chedei Damrei Sam Poan, que guarda les cendres dels reis Soriyopor i Ang Duong, pare del rei Norodom, constructor de la stupa.
- Chedei Trai Trang.
- Chedei Mouk Pruhm, que guarda les cendres del rei Monivong.

També hi ha molts templets i altars a Buda i una rèplica de Preah Koh (la vaca sagrada de les llegendes hinducambodjanes). Pel que sembla l'original en or fou saquejada pels tailandesos en les seues nombroses incursions abans de la colònia francesa.

## Temple d'Arthaross
En destaca el temple d'Arthaross, que patí greument els bombardejos nord-americans durant la guerra. Hi havia una immensa estàtua de Buda que fou destruïda pels khmers vermells el 1977. En resten només trossos. El temple recorda l'antiga llegenda khmer que narra que fa molts segles tots els tresors de Cambodja eren en una cova propera al temple. Diuen que els xinesos conegueren i s'emportaren el tresor perquè els cambodjans no pogueren arribar a ser un estat poderós. Els xinesos demanaren als cambodjans que l'estàtua del Buda fos construïda mirant cap a la Xina, és a dir, al nord, de tal manera que la Xina estiguera protegida (les estàtues de Buda normalment es construeixen mirant cap a l'est), però pel que sembla tal idea només beneficià a la Xina i Cambodja no arribà a complir el seu destí de nació potent.